# Al-Hajjaj ben Yusef
Pour les articles homonymes, voir Hajjaj.
Al-Hajjaj ibn Yussuf Ath-Thaqafi ou  Al Hajjaj ibn Yusuf  (en arabe : الْحَجَّاج بِنْ يُوسُفُ ٱلثَّقَفِي, ʾal-Ḥaǧǧāǧ bin Yūsufu ʾal-Ṯṯaqafī) (juin 661 à Taïf, 714 à Wasit, la ville qu'il avait fondée en 702 en Irak) fut un gouverneur important pendant le califat omeyyade établi à Damas.
Il fut gouverneur de l'Irak durant les règnes de ʿAbd Al-Malik et de son fils Al-Walīd Ier. Connu pour ses talents d'orateur, d'administrateur, de commandant et de fervent défenseur de la cause omeyyade, il reprit la Mecque à `Abdullah ibn az-Zubayr qu'il décapite dans la même ville, agrandit le domaine des Omeyyades jusqu'aux frontières de l'Inde, et ordonna une modernisation de l'écriture arabe, afin de faciliter aux fidèles la lecture du Coran par la différenciation des lettres qui s'écrivaient de la même manière par des points et autres mesures.
Il élimina tous les ennemis des Omeyyades jusqu'à sa mort en 714 à Wasit, durant le règne du calife Al-Walīd Ier. L'expression Saïf El-Hadjadj ou Seïf El-Hadjadj, signifiant l'épée d'El-Hadjadj fait référence à son discours (et aux actes qui ont suivi) prononcé lors de sa nomination comme gouverneur : « Je vois des têtes qui sont mûres et je suis celui qui va les cueillir ».

## Référence
1. ↑  « Al-Hajjâj », sur Islamopédie.
2. ↑  Habib Souaïdia, La sale guerre - Le témoignage d'un ancien officier des forces spéciales de l'armée algérienne, éditions La découverte.